# Jelno (rejon miorski)
Jelno (biał. Ельна; ros. Ельно) – chutor na Białorusi, w obwodzie witebskim, w rejonie miorskim, w sielsowiecie Mikołajewo.

## Historia
W czasach zaborów dobra w powiecie dzisieńskim, w guberni wileńskiej Imperium Rosyjskiego.
W latach 1921–1945 folwark leżał w Polsce, w województwie wileńskim, w powiecie dziśnieńskim, w gminie Stefanpol, a od 1926 roku w gminie Mikołajów.
Według Powszechnego Spisu Ludności z 1921 roku zamieszkiwały tu 33 osoby, 23 było wyznania rzymskokatolickiego a 10 prawosławnego. Jednocześnie 23 mieszkańców zadeklarowało polską a 10 białoruską przynależność narodową. Były tu 4 budynki mieszkalne. W 1931 w 1 domu zamieszkiwało 11 osób.
Wierni należeli do parafii prawosławnej i rzymskokatolickiej w Dziśnie. Miejscowość podlegała pod Sąd Grodzki w Dziśnie i Okręgowy w Wilnie; właściwy urząd pocztowy mieścił się w Stefanpolu.
W wyniku napaści ZSRR na Polskę we wrześniu 1939 miejscowość znalazła się pod okupacją sowiecką. 2 listopada została włączona do Białoruskiej SRR. Od czerwca 1941 roku pod okupacją niemiecką. W 1944 miejscowość została ponownie zajęta przez wojska sowieckie i włączona do Białoruskiej SRR.
Od 1991 w składzie niepodległej Białorusi.